# 菊蒿
菊蒿（学名：Tanacetum vulgare）为菊科菊蒿属的多年生草本开花植物，原产于温带欧洲和亚洲，生长于海拔250米至2,400米的地区，一般生长在山坡、草地、丘陵地、河滩和桦木林下。 它已被引入世界其他地区，包括北美，并且在某些地区已成为入侵性的。

## 别名
艾菊（东北植物检索表）

## 外部連結
- 菊蒿, Juhao （页面存档备份，存于） 藥用植物圖像數據庫 (香港浸會大學中醫藥學院) （繁體中文）（英文）